# Polská sociálně demokratická strana v Československu
Polská sociálně demokratická strana (polsky Polska Partia Socjalno-demokratyczna, zkratka PPSD, plným názvem Polská sociálně demokratická strana v Československu, Polska Partia Socjalno-demokratyczna w Czechosłowacji) byla politická strana na území prvorepublikového Československa, která reprezentovala část polské národnostní menšiny.

## Dějiny
Vznikla před parlamentními volbami v roce 1935 jako odštěpenecká skupina od tradiční Polské socialistické dělnické strany. Ta se totiž v této době prohlubujícího se zahraničněpolitického odcizování mezi Československem a Polskem stala terčem kritiky ostatních polských stran pro svou blízkost československé vládní koalici a Československé sociálně demokratické straně dělnické. V důsledku této agitace a finanční podpory z Polska se ve straně roku 1934 utvořila národovecky, propolsky a autonomisticky orientovaná frakce, která se pak osamostatnila pod názvem Polská sociálně demokratická strana v Československu. Předsedou byl Augustyn Łukosz. Počet jejích členů se odhaduje jen na několik stovek. Do parlamentních voleb roku 1935 pak šla spolu s dalšími nesocialistickými stranami na kandidátní listině Autonomistický blok, které dominovala Hlinkova slovenská ľudová strana.
V roce 1937 se Polská sociálně demokratická strana v Československu sloučila s Polskou lidovou stranou. Po fúzi obou byl název výsledné formace změněn na Polska partia ludowa (zkratka PPL). Předsedou byl Jan Buzek z lidové strany a místopředsedou sociální demokrat Rudolf Fukala. V březnu 1938 pak i tato strana v rámci pokračující integrace polského politického spektra vstoupila do platformy nazvané Svaz Poláků v Československu.